# Llei 627
Llei 627 (títol original: L.627) és una pel·lícula francesa dirigida per Bertrand Tavernier, sortit l'any 1992. Coescrita per un vell policia, Michel Alexandre, descriu el dia a dia de la brigada d'estupefaents de París. El títol del film « Llei 627 » fa referència a l'antic article del Codi de salut pública francès, que prohibeix el consum i el tràfic d'estupefaents. Simbolitza el decalatge entra els mitjans previstos per la llei i els que efectivament estan posats a disposició de la policia.

## Argument
Lucien Marguet, anomenat « Lulu », és un investigador de segona classe de la policia judicial. És un policía de carrer, i apassionat pel seu treball abandona i sacrifica de vegades la seva vida de família.
Després d'una altercat amb el seu superior, a  qui considera incompetent, canvia de brigada. Però s'integra ràpidament en un grup que lluita contra el tràfic d'estupefaents. Segueixen llavors una sèrie d'operacions de rutina al fil de les quals cada membre de la brigada es descobreix...

### Rebuig de les convencions del film policíac
L'ambició de Bertrand Tavernier sobre aquest film era rodar un film realista sobre les condicions de treball dels policies de carrer. Així, es prohibeix tots els tipus de plans clàssics del cinema policíac, inspirats pel cinema estatunidenc o a França, els films de Jean-Pierre Melville. Les escenes d'acció són la majoria del temps rodades en distància focal, les escenes de vigilància, en oposició de les carreres-persecucions tradicionals del cinema, han estat filmades sense les convencions del gènere.

### Un punt de vista exclusiu
Llei 627 es posa de manera quasi-exclusiva del punt de vista dels policies, en primer lloc el del personatge principal « Lulu ». Nombroses escenes representen « amagatalls » filmats des de vehicles populars, els « submarins ». Les vigilàncies comporten pocs plans de situació, privilegiant la mirada de la brigada.
El film se centra en la part bonica de les  relacions complexes i de vegades ambigües entre policies i informadors: « No tens amics, només tens informadors » dirà Cécile (Lara Guirao) a Lulu (Didier Bezace).
No obstant això, Llei 627 es pregunta igualment sobre l'entorn social del consum i del tràfic de droga, la precarietat que l'envolta. Els consumidors són descrits en un estat d'angoixa social (squats insalubres, prostitució) i fisiologics (dependència que no pot alleugerir cap medicament de l'època).

### Un abast polític
L.627, al seu apropa realista, informa la insuficiència dels mitjans dels quals disposen les brigades: locals inadaptats i exigus (dels « prefabricats » al voltant d'un gran terreny buit), falta de vehicles disponibles, penúria de paper carbó pels processos verbals, etc.
Amb el suport de nombroses anècdotes informades pel guionista i antic policía Michel Alexandre, el film denuncia entre d'altres el decalatge entra la formació teòrica i la pràctica sobre el « terreny », les estades inútils, la carrera per l'estadística i el pes de la paperassa administrativa, etc.
L'equip heteroclit, entre polis « bons » i « dolents », ha de fer prova d'astúcia, ja sigui per procurar-se el seu material o reparar aquest, o una interpretació flexible de les lleis, com per pagar o protegir els seus informadors. « Si es vol fer correcament la nostra feina, cal ser a la il·legalitat les 24h » diu Lulu.

### Influència sobre les sèries TV
L'estil realista de L.627 ha influït considerablement les sèries policíaques aparegudes al curs dels anys 1990, en primer lloc la sèrie PJ.

## Repartiment
- Didier Bezace: Lucien Marguet, anomenat « Lulu »
- Jean-Paul Comart: Dodo, « El cap »
- Charlotte Kady: Marie
- Jean-Roger Milo: Manu
- Nils Tavernier: Vincent
- Philippe Torreton: Antoine anomenat Looping, Antonio o la Belette
- Lara Guirao: Cécile, la prostituta toxicomana amiga de Lulu
- Cécile Garcia-Fogel: Katy
- Claude Brosset: el comissari
- Smaïl Mekki: Miloud Amrani
- François Levantal: Un inspector
- Patrick Rocca: Inspector Caron
- Jacques Boudet: Raymond, el correu
- Jean Odoutan: Mamadou Diop
- Francis Girod: el pare de la casada
- Marc Perrone: el acordeonista
- Eric Savin: Lefort
- Francis Lax: el comissari
- Thierry Desroses: Sant-Àngel
- Jean-Louis Benoît: Gardacier
- Ysa Ferrer: la conserge
- Luc Palun: un brigadier
- Frédéric Pierrot: el mecànic substitut

## Al voltant del film
- Coneguda pel gran públic per la presentació de l'emissió per nens Récré HA2, Charlotte Kady és l'una de les revelacions del film. Tornarà a treballar una altra vegada amb Bertrand Tavernier.
- Al començament del film, Lulu dona cita la seva amiga Cécile al Cementiri del Père-Lachaise davant l'estrella erigida a la memòria de les víctimes de l'atemptat contra el Vol 772 UTA, al Níger el setembre de 1989.
- Mentre Lulu treballa sense aturar-se, els seus col·legues es diverteixen de vegades al voltant d'un joc de societat. Es veuen Dodo, Manu i Vincent fent una partida de Risk molt animada.

## Premis i nominacions

### Premis
- Premi Suzanne-Bianchetti: Charlotte Kady
- Premi SACD de la revelació de l'any: Charlotte Kady

### Nominacions
- César del cinema 1993 :
  - César a la millor pel·lícula
  - César al millor director
  - César al millor guió original o adaptació
  - César a la millor esperança femenina: Charlotte Kady
- Selecció oficial a la Mostra de Venècia